# كونراد ماير (رسام)
كونراد ماير هو رسام سويسري، ولد في 1618 في زيورخ في سويسرا، وتوفي بنفس المكان في 1689.